# Günther XL van Schwarzburg
Günther XL de Rijke (Sondershausen, 31 oktober 1499 - Gehren, 10 november 1552) was regerend graaf van Schwarzburg uit de linie Schwarzburg-Blankenburg. Van 1526 tot 1533 regeerde hij over het Unterherrschaft. Tussen 1533 en 1537 was hij graaf van het kleinere graafschap Schwarzburg-Sondershausen. In 1537 en 1538 erfde hij Schwarzburg-Frankenhausen en het Oberherrschaft, zodat hij bijna heel Schwarzburg in zijn hand verenigde. Hij werd opgevolgd door zijn twee oudste zoons, Günther XLI en Johan Günther I.

## Biografie
Günther XL was de oudste zoon van graaf Hendrik XXXI van Schwarzburg en Magdalena van Hohnstein. Günther bracht zijn kindertijd door in Sondershausen, de belangrijkste residentie van zijn vader en de hoofdstad van het Schwarzburger Unterherrschaft. Op elfjarige leeftijd stuurde zijn vader hem naar Leipzig gestuurd, om daar aan de Universiteit te studeren. Na zijn studie diende Günther aan de hoven van graaf Ernst II van Mansfeld en keurvorst Frederik de Wijze van Saksen.
In 1525 verspreide de Duitse Boerenopstand zich naar Midden-Duitsland. In april bereikte de opstand Sondershausen en Frankenhausen. De soldaten van graaf Hendrik XXXI konden de bestorming van het kasteel van Frankenhausen niet tegenhouden. Volkomen verrast door de situatie droeg graaf Hendrik, die problemen had met zijn gezondheid, de regering over aan zijn oudste zoon. Ondertussen was Frankenhausen het centrum geworden van de opstand in het noorden van Thüringen. Begin mei ondertekende Günther in Ebeleben de veertien artikelen van de opstandelingen. Hierin eisten de opstandige boeren en burgers vrije toegang tot en het gebruik van bossen, weides en rivieren voor iedereen, de afschaffing van het adellijke jachtrecht en de afschaffing van grafelijke tollen en belastingen. Daarnaast moesten de grafen het halsrecht overdragen aan de stadsraad van Frankenhausen en mochten ze verkiezing van de raad niet mochten beïnvloeden. Ten slotte moesten de lutherse predikanten ongehinderd kunnen preken en zouden alle kerkelijke goederen geseculariseerd moeten worden. Door de artikelen te ondertekenen werd Günther een bondgenoot van de opstandige boeren en burgers.

Op 15 mei 1525 werden de ongeveer 8000 opstandelingen in de Slag bij Frankenhausen echter vernietigend verslagen door een vorstelijk huurlingenleger, dat bestond uit 6000 zwaar bewapende ruiters en landsknechten. Hertog George van Saksen, een van de aanvoerders in de Slag bij Frankenhausen, veroordeelde Günther en zijn vader voor hun steun aan de opstandelingen. Als leenheer over het Unterherrschaft confisqueerde George de stad Frankenhausen, waarmee Günther een groot deel van zijn gebied verloor. Hendrik XXXI overleed een jaar later. Mede in naam van zijn jongere halfbroer, Hendrik XXXIV, werd Günther officieel graaf van Schwarzburg.

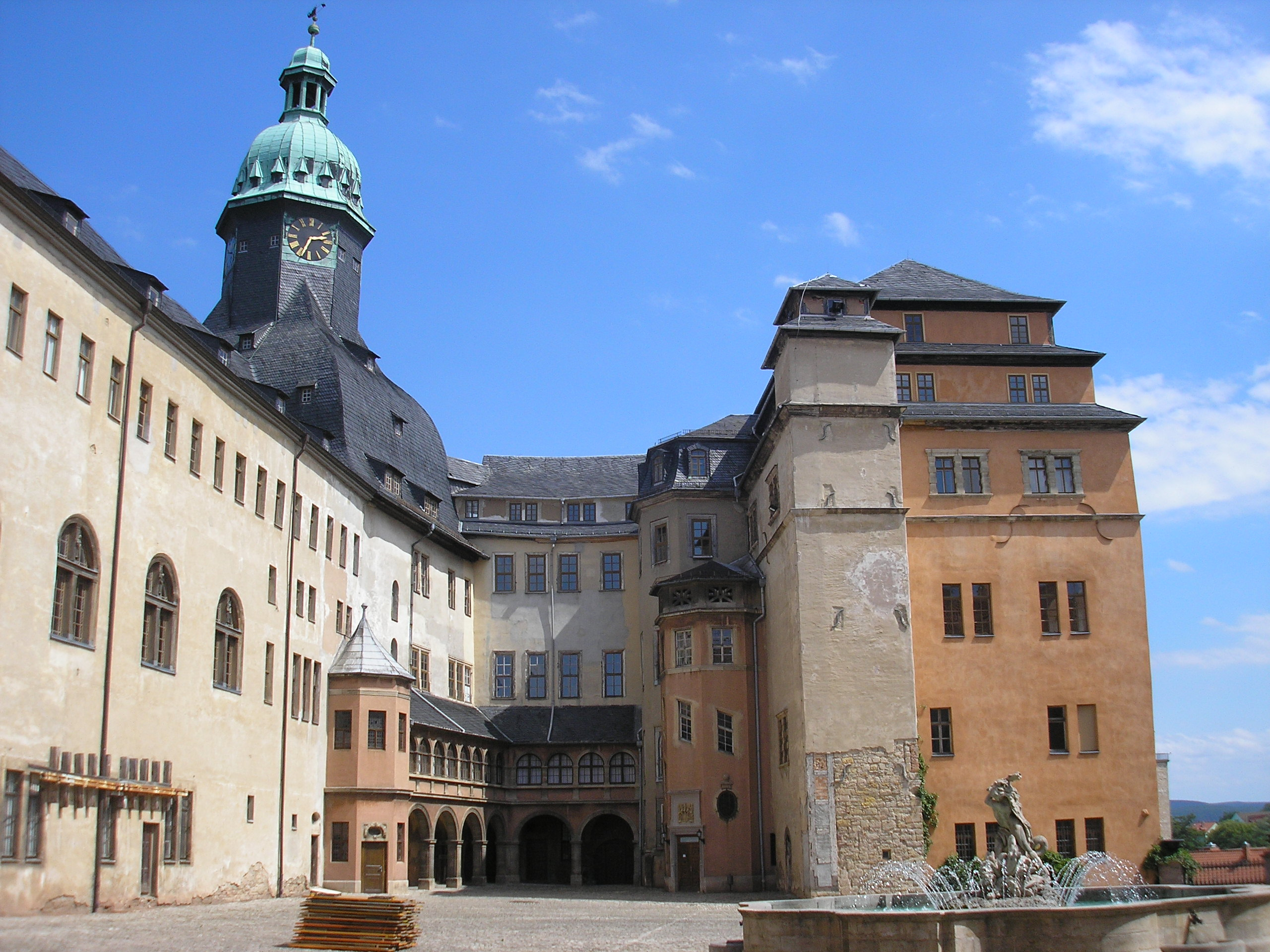
De binnenplaats van het kasteel van Sondershausen, met de gedeeltes die Günther XL in de renaissancestijl liet uitbouwen.

Na Günthers huwelijk in 1528 verliet Hendrik XXXIV het grafelijke hof in Sondershausen en vestigde zich in Frankenhausen, dat op dat moment nog in handen was van hertog George van Saksen. In 1530 gaf de steng katholiek George de stad terug aan Günther en Hendrik, met de uitdrukkelijke bepaling dat zij geen evangelisch-lutherse predikanten in hun gebieden mochten toelaten. In 1533 kwamen Günther en Hendrik overeen om hun gebieden onder elkaar te verdelen. Aan het hof van hun leenheer, hertog George, in Dresden verdeelden de broers het Unterherrschaft volgens Saksische recht. Als oudere broer had Günther een verdeling gemaakt, waarna Hendrik zijn deel mocht uitkiezen. Hendrik koos voor Frankenhausen, zodat Sondershausen aan Günther viel. Vanaf 1534 liet Günther het kasteel van Sondershausen, dat in de Boerenoorlog beschadigd was, in renaissancestijl uitbouwen.
In 1537 overleed Hendrik XXXIV onverwachts en kinderloos. Günther erfde zijn gebieden, zodat het Unterherrschaft weer verenigd werd. Een jaar later stierf ook Günthers achterneef Hendrik XXXII zonder mannelijke erfgenamen. Het Oberherrschaft viel hierdoor aan aan Günther. Met uitzondering van Schwarzburg-Leutenberg had Günther alle de Schwarzburgse gebieden in een hand verenigd. Zijn bijnaam "De Rijke" heeft Günther aan deze erfenissen te danken.
In 1533 had Hendrik XXXII het lutheranisme in het Oberherrschaft als staatsgodsdienst ingevoerd. In Frankenhausen was de lutherse leer door Hendrik XXXIV ingevoerd. In de rest van het Unterherrschaft voerde Günther het lutheranisme pas door nadat hertog George in 1539 was overleden en opgevolgd werd door zijn lutherse broer Hendrik de Vrome.
In het conflict tussen de protestantse keurvorsten van Saksen en de streng katholieke keizer Karel V probeerde Günther het midden te houden tussen de twee partijen. Toen in 1546 de Schmalkaldische Oorlog uitbrak kwam Günther tussen twee fronten te zitten. Hij leverde troepen aan zowel keurvorst Johan Frederik I van Saksen als aan hertog Maurits van Saksen, een bondgenoot van de keizer. Daarmee voldeed Günther aan zijn verplichtingen tegenover zijn beide leenheren: Johan Frederik was van leenheer van het Oberherrschaft en Maurits van het Unterherrschaft. Desondanks liet Johan Frederik Sondershausen al in 1546 bezetten. Günther moest zijn hoofdstad ontvluchten en sloot zich aan bij keizer Karel V. Pas na de keizerlijke overwinning in de Slag bij Mühlberg in 1547 kon Günther naar Sondershausen terugkeren.
Günther overleed in 1552 in Gehren in het Oberherrschaft. Hij werd opgevolgd door zijn twee oudste zoons, Günther XLI en Johan Günther I, die als regenten optraden voor hun twee nog minderjarige broers. Uiteindelijk zouden Günthers vier zonen in 1571 en 1574 het Graafschap Schwarzburg onder elkaar verdelen.

## Huwelijk en kinderen
Günther XL trouwde op 29 november 1528 met Elisabeth (1507-1572), een dochter van graaf Filips van Isenburg-Büdingen-Ronneburg. Ze kregen tien kinderen:
- Günther XLI de Strijdbare (1529-1583), graaf van Schwarzburg-Arnstadt
- Magdalena (1530-1565), getrouwd met Johann Albrecht VI van Mansfeld-Arnstein
- Amalia (1531-1543)
- Johan Günther I (1532-1586), graaf van Schwarzburg-Sondershausen
- Willem (1534-1598), graaf van Schwarzburg-Frankenhausen
- Filips (1536)
- Albert VII (1537-1605), graaf van Schwarzburg-Rudolstadt
- Otto Hendrik (1538-1539)
- Anna Sybilla (1540-1578), getrouwd met Lodewijk van Isenburg-Büdingen-Birstein
- Elisabeth (1541-1612), getrouwd met Johan VII van Oldenburg